# American Mary
American Mary es una película canadiense de horror corporal de 2012 escrita y dirigida por Jen Soska y Sylvia Soska y protagonizada por Katharine Isabelle, Antonio Cupo, Tristan Risk, David Lovgren y Paula Lindberg. La película se centra en una estudiante de medicina que, tras verse obligada a dejar la universidad, comienza a aceptar clientes de la comunidad de modificación corporal extrema para resolver sus problemas financieros.

## Argumento
Desesperada por dinero, la estudiante de medicina Mary Mason solicita trabajo en un club de striptease. Billy Barker, el propietario del club, necesita un profesional médico para curar a un hombre que sangra en el sótano del establecimiento, y le ofrece a Mary $5,000 dólares para realizar una cirugía de emergencia. Mary acepta el dinero, pero pasa los siguientes días aterrorizada.
Tras este evento, Beatress Johnson, una estríper del club que se sometió a cirugías plásticas extremas para parecerse a Betty Boop, se acerca a Mary y le ofrece una gran suma de dinero para realizar una cirugía ilegal a su amiga Ruby Realgirl en una clínica veterinaria. Ruby quiere transformarse en una muñeca humana, y no ha encontrado al médico dispuesto a completar el último paso de su transformación: extirparle los pezones, los genitales externos, y cerrar parcialmente su vulva. Mary acepta, y una publicación en el blog de Ruby la presenta al mundo de la modificación corporal extrema.
Mary comienza su residencia en cirugía, y sus profesores y mentores elogian sus prometedoras habilidades. Un médico, Dr. Walsh, invita a Mary a una fiesta para hacer contactos con varios de los cirujanos jefes de su hospital. Al llegar, Mary descubre que ella era la única residente joven invitada: el resto de las asistentes son trabajadoras sexuales. En la fiesta, Mary es drogada y violada por su profesor, el Dr. Alan Grant, quien la filma. Más tarde, Mary abandona su residencia.
Mary contrata a Billy y a sus secuaces para secuestrar a Grant y llevarlo a su apartamento, donde lo usa como material de "práctica" para sus cirugías extremas. Al usar fotografías de Grant para su portafolio, Mary comienza una carrera en cirugías de modificación corporal de tiempo completo. A través de la web oscura, se comparte que "Bloody Mary" es una cirujana de gran habilidad dispuesta a realizar cualquier cirugía extrema deseada.
Después, el detective Dolor interroga a Mary sobre la desaparición de Grant y le explica que su nombre estaba en una lista que le dio el Dr. Walsh de mujeres que podrían guardar rencor contra Grant. Billy, que se ha encariñado con Mary, secuestra y golpea al Dr. Walsh. Mientras tortura a Grant, un guardia de seguridad encuentra a Mary, la ataca, y Mary lo mata a golpes. El detective Dolor confronta a Mary esperando ayudarla, creyendo que fue víctima de una de las fiestas sexuales organizadas por los médicos desaparecidos.
La abuela de Mary fallece, lo que empeora su estado mental. Mary encuentra a Billy recibiendo una felación de una de las trabajadoras de su club y, celosa, ataca a la chica con herramientas quirúrgicas en el baño. Mary comienza a preocuparse de que se encuentre la cinta de su violación debido al interés policial en ella.
Mientras tanto, el marido de Ruby, iracundo tras ver a su esposa recién modificada, tortura a Beatress para averiguar la ubicación de Mary, con el propósito de emboscarla en su casa. Mary se defiende e intenta suturar su propia herida, pero muere desangrada y es descubierta por la policía.

## Reparto
- Katharine Isaelle - Mary Mason
- Antonio Cupo - Billy Baker
- Tristan Risk - Beatress Johnson
- David Lovgren - Dr. Alan Grant
- Paula Lindberg - Ruby Realgirl
- Julia Maxwell - Tessa
- John Emmet Tracy - Detective Dolor
- Twan Holliday - Lance Delgreggo
- Travis Watters - Mr. Realgirl
- Jen Soska - Gemela demonio
- Sylvia Soska - Gemela demonio

## Producción
La película se filmó en Vancouver, Columbia Británica, Canadá.  Todos los efectos visuales son prácticos y muchos de los pacientes de Mary fueron retratados por miembros de las comunidades de modificación corporal.  El papel de Mary fue escrito específicamente para Katharine Isabelle. El guion se escribió mientras las hermanas Soska intentaban vender su película Dead Hooker in a Trunk, y refleja algunas de las experiencias que tuvieron en la industria cinematográfica, como conocer a personas sórdidas que parecieran ser de buena reputación. 

## Estreno
American Mary se estrenó en el Fright Fest - Festival de Cine de Londres el 27 de agosto de 2012. Tuvo un estreno limitado en Estados Unidos al año siguiente, el 31 de mayo de 2013. 

### Estreno en estado físico
Fue lanzada en DVD y blu-ray en el Reino Unido el 21 de enero de 2013 por Universal Pictures UK .  El DVD y blu-ray incluye un documental detrás de cámaras con el elenco y equipo de producción, además de un especial titulado An American Mary in London, que presenta su estreno mundial.